# هامشتو مايغا
هامشتو مايغا (بالفرنسية: Hamchétou Maïga-Ba) مواليد 25 أبريل 1978 في باماكو، هي لاعبة كرة سلة مالية. بدأت مسيرتها الاحترافية في سنة 2002. تم اختيارها من قبل فريق ساكرامنتو موناركس خلال الدرافت. وتحمل الرقم 99. مثلت منتخب بلادها. شاركت في دورة الألعاب الأولمبية الصيفية سنة 2008. اعتزلت اللعب في 2010. فازت بلقب دوري المحترفات.

## المسيرة الاحترافية
لعبت مع ساكرامنتو موناركس من سنة 2002 إلى 2006، ثم لعبت مع هيوستن كومتز في موسم 2007–2008، ثم لعبت مع ساكرامنتو موناركس في سنة 2009، ثم لعبت مع مينيسوتا لينكس في سنة 2010.

## روابط خارجية
- هامشتو مايغا على موقع الاتحاد الدولي لكرة السلة (الإنجليزية)
- هامشتو مايغا على موقع الاتحاد الوطني لكرة السلة النسائية (الإنجليزية)
- هامشتو مايغا على موقع كرة السلة الأوروبية.كوم (الإنجليزية)
- هامشتو مايغا على موقع كلية كرة السلة في سبورتس رفرنس.كوم (الإنجليزية)
- هامشتو مايغا على موقع بروبوليرز (الإنجليزية)
- هامشتو مايغا على موقع سبورتس رفرنس (الإنجليزية)
- هامشتو مايغا على موقع سبورتس رفرنس (الإنجليزية)
- هامشتو مايغا على موقع اللجنة الأولمبية الدولية (الإنجليزية)
- هامشتو مايغا على موقع أوليمبيديا (الإنجليزية)